# Ctenus walckenaeri
Ctenus walckenaeri là một loài nhện trong họ Ctenidae.
Loài này thuộc chi Ctenus. Ctenus walckenaeri được miêu tả năm 1833 bởi Griffith.